# Euderus diversipennis
Euderus diversipennis är en stekelart som först beskrevs av Girault 1915.  Euderus diversipennis ingår i släktet Euderus och familjen finglanssteklar. Inga underarter finns listade i Catalogue of Life.